# آدولف سگری
آدولف سگری (آلمانی: Adolf Seger؛ زادهٔ ۲ january ۱۹۴۵ (۸۰ سال)) کشتی‌گیر اهل آلمان است.
وی در مسابقات کشوری و بین‌المللی در مجموع برندهٔ ۲ مدال برنز شده‌است.